# Marracuene (Mozambique)
Pour les articles homonymes, voir Marracuene.
Marracuene (anciennement Vila Luísa) est une ville du sud du Mozambique, dans la province de Maputo.
Sa population s'élevait à 11 236 habitants en 2007.
La bataille de Marracuene, qui opposa les Tsongas et les colonisateurs portugais en 1895, s'est déroulée à proximité.

## Galerie

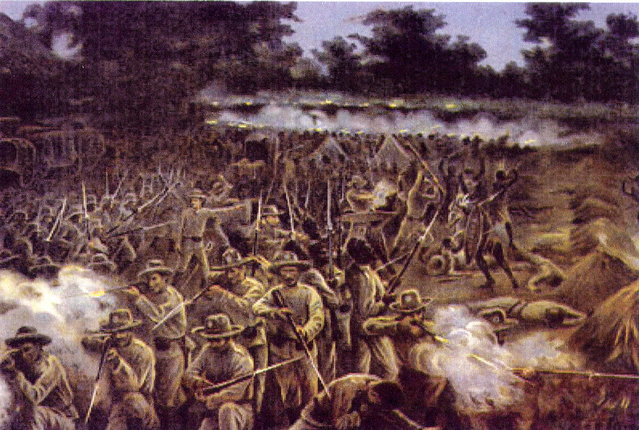
La bataille de Marracuene, dessin anonyme, 1899.

## Personnalités liées à la ville
- Suleiman Cassamo, écrivain né à Marracuene en 1962